# 萬景臺遊戲場
萬景臺遊戲場（朝鲜语：／）是位於朝鮮民主主義人民共和國首都平壤市西南部的萬景台區域的遊樂場，被號稱為「朝鮮迪士尼」，是朝鮮唯一一座主題公園，亦是平壤市市內規模最大型的遊樂場。萬景臺遊戲場於1982年4月15日開始營業，佔地約60公頃，其中逾56,000平方公呎為觀光蓄水池，宣稱每天接待100,000名遊客。

## 機動遊戲
萬景臺遊戲場內的機動遊戲包括海盜船、過山車、遊園火車、摩天輪、旋轉木馬及碰碰車等等，全部由意大利進口；另外設有從日本進口的50多種設施，包括單軌鐵路及吊車等。

## 開放時間
萬景臺遊戲場全年無休，每日開放至夜間。

## 規定
萬景臺遊戲場不接受以個人身份前來的遊客，只接收公司、學校或者社區集體報名。另外，女士不能夠穿裙進場，以防止曝光。

## 相關參見
- 大城山遊樂場：佔地約180,000平方公呎，設有16多種遊樂設施。
- 開城青年公園：佔地約400,000平方公呎，設有11種遊樂設施。
- 牡丹峰公園：朝鮮八景之一。
- 龍岳山遊園地：佔地約180,000平方公呎，設有觀光小徑及廟宇等。